# فيليب هنري وارد جونيور
كان فيليب هنري وارد الإبن (26 نوفمبر 1886 - 23 أغسطس 1963)، من فيلادلفيا، بولاية بنسلفانيا، جامع وتاجر طوابع بريد ولقد قام بإنشاء وبيع مجموعات من الطوابع البريدية النادرة، وكان معروفًا بتأكيدهِ على أهمية أغلفة اليوم الأول من طوابع الولايات المتحدة.

## هواية جمع طوابع البريد
اشتهر وارد بمجموعتهِ المتخصصة من طوابع الإيرادات الأمريكية، والتي كانت المجموعة الوحيدة الكاملة ذات المراكز المقلوبة، والتي احتفظ بها حيرام إدموند ديتس في عقد الخمسينيات من القرن العشرين.
أنشأ فيليب وارد وباع مجموعات مهمة من المواد الطوابعية، مثل كتل كبيرة من طوابع البريد الأمريكية الكلاسيكية، وطوابع البريد اليابانية، وطوابع بريدية عالمية كانت مراكزها مقلوبة، مما جعلها نادرة الثمن. كما جمع وباع مجموعات غير عادية ونادرة، مثل طوابع "ماتش" و"ميدسين" ورسائل رئاسية وتوقيعات.
ولأنه كان يقيم في فيلادلفيا، بولاية بنسلفانيا، تمكن وارد من إنشاء وبيع مجموعة من التاريخ البريدي لفيلادلفيا.
كان وارد من أوائل هواة جمع الطوابع الذين أدركوا أهمية إصدار وجمع أغلفة اليوم الأول لطوابع الولايات المتحدة. وقد أنشأ بعضًا من أقدم أغلفة اليوم الأول، والتي أصبحت الآن نادرة.

## التكريم
نظراً لإنجازاتهِ في علم الطوابعية فقد ادرج اسمهُ في قاعة المشاهير للجمعية الأمريكية لهواة جمع الطوابع عام 1966.

## الأرث
تم إنشاء جائزة وارد للتميز في أدب غلاف اليوم الأول من قبل الجمعية الأمريكية لأغلفة اليوم الأول تكريمًا لهُ.